# Lijst van colamerken
De eerste cola was Coca-Cola. Later zijn er vele colamerken ontstaan. Hieronder volgt een alfabetische lijst met colamerken uit diverse landen. De lijst is niet uitputtend.
- 3ES Cola
- Afri-Cola
- Amrat Cola
- Arab Cola
- Auvergnat Cola
- Barr Cola
- Beuk Cola
- Breizh Cola
- Bubba Cola
- Campa Cola
- Check Cola
- Chero-Cola
- China Cola
- Chtilà Cola
- Classic Cola
- Coca-Cola
- Cockta
- Cola Turka
- Corsica Cola
- Count Cola
- Cricket Cola
- Cuba Cola
- Diet Rite Cola
- Double Cola
- El Ché Cola
- Elsass Cola
- Evoca Cola
- Faygo Cola
- Feichang Cola
- First Choice Cola
- Freeway Cola
- Frescolita
- Fritz-kola
- Fuji-Cola
- Highway Cola
- Honey Saps Cola
- Ifri Cola
- Imazighen Cola
- Inca Kola
- Jolly Cola
- Jolt Cola
- Just Cola
- KasKol
- Kofola
- Kola Real
- Like Cola
- Mecca-Cola
- Oggu Cola
- Olvi Cola
- OpenCola
- Pepsi
- Premium-Cola
- President's Choice Cola
- Qibla Cola
- R.C. Cola
- Raak Kindercola
- Red Kola
- River Cola
- Rola Cola
- Roman Cola
- Rutto Cola
- Sam's Choice Cola
- Schin Cola
- Shasta Cola
- Simply Cola
- Sinalco Cola
- Sugar Cane Cola
- TaB Cola
- TAUfrisch Cola
- Thums Up
- Tropicola
- tuKola
- Ugarit Cola
- Ubuntu Cola
- Virgin Cola
- Vita Cola
- XL Cola
- Zam Zam Cola
- Zelal Cola
- ZOOB Cola